# Елімінація (біологія)
Еліміна́ція (від лат. elimino — виношу за поріг, видаляю) — загибель організмів внаслідок різноманітних біотичних та абіотичних факторів зовнішнього середовища.
Елімінація виражається величиною зворотного виживання. 
Найчастіше виділять дві форми елімінації:
- Вибіркова елімінація — відбувається загибель частини особин популяції, які менш пристосовані до факторів навколишнього середовища, в результаті боротьби за існування. Вибіркова елімінація здійснюється в результаті безпосередньої дії абіотичних і біотичних факторів або шляхом зменшення участі особин у формуванні генофонду наступного покоління внаслідок зниження виживання, неуспішності розмноження, зменшення плодючості. Така елімінація є показником інтенсивності дії природного добору.
- Невибіркова (загальна) елімінація — це вплив на популяцію факторів середовища, що мають крайню інтенсивність, в результаті чого відбувається масова загибель особин незалежно від рівня їхньої пристосованості. При цьому природний добір спрямований на формування максимальної плодючості і швидкості дозрівання.